# Grand Prix Cycliste la Marseillaise 2023
Il Grand Prix Cycliste la Marseillaise 2023, quarantaquattresima edizione della corsa, valevole come evento dell'UCI Europe Tour 2023 e come prima prova della Coppa di Francia categoria 1.1, si svolse il 29 gennaio 2023 su un percorso di 167,8 km, con partenza ed arrivo a Marsiglia, in Francia. La vittoria fu appannaggio dello statunitense Neilson Powless, il quale completò il percorso in 4h19'13", precedendo il francese Valentin Ferron e il belga Brent Van Moer.
Sul traguardo di Marsiglia 124 ciclisti, su 137 partiti, portarono a termine la competizione.

## Squadre e corridori partecipanti
Al via 20 formazioni con 7 corridori ciascuna.
| N.    | Cod. | Squadra                |
| ----- | ---- | ---------------------- |
| 1-7   | ARK  | Team Arkéa-Samsic      |
| 11-17 | ACT  | AG2R Citroën Team      |
| 21-27 | COF  | Cofidis                |
| 31-37 | GFC  | Groupama-FDJ           |
| 41-47 | ADC  | Alpecin-Deceuninck     |
| 51-57 | EFE  | EF Education-EasyPost  |
| 61-67 | TEN  | TotalEnergies          |
| 71-77 | IPT  | Israel-Premier Tech    |
| 81-87 | UXT  | Uno-X Pro Cycling Team |
| 91-97 | LTD  | Lotto Dstny            |

| N.      | Cod. | Squadra                          |
| ------- | ---- | -------------------------------- |
| 101-107 | BWB  | Bingoal WB                       |
| 111-117 | TFB  | Team Flanders-Baloise            |
| 121-127 | CJR  | Caja Rural-Seguros RGA           |
| 131-137 | EKP  | Equipo Kern Pharma               |
| 141-147 | TUD  | Tudor Pro Cycling Team           |
| 151-157 | AUB  | St Michel-Auber 93               |
| 161-167 | GRL  | Go Sport-Roubaix Lille Métropole |
| 171-177 | UCN  | CIC U Nantes Atlantique          |
| 181-187 | NMC  | Nice Métropole Côte d'Azur       |
| 191-197 | BTC  | Beltrami TSA Tre Colli           |

## Ordine d'arrivo (Top 10)
| Pos. | Corridore           | Squadra       | Tempo    |
| ---- | ------------------- | ------------- | -------- |
| 1    | Neilson Powless     | EF            | 4h19'13" |
| 2    | Valentin Ferron     | TotalEnergies | a 1'15"  |
| 3    | Brent Van Moer      | Lotto         | s.t.     |
| 4    | Jenno Berckmoes     | Flanders      | s.t.     |
| 5    | Krists Neilands     | Israel        | s.t.     |
| 6    | Pierre-Luc Périchon | Cofidis       | s.t.     |
| 7    | Thibault Guernalec  | Arkéa         | s.t.     |
| 8    | Lenny Martinez      | Groupama      | s.t.     |
| 9    | Enzo Paleni         | Groupama      | s.t.     |
| 10   | Petr Kelemen        | Tudor         | a 1'19"  |